# Sistema sensorial

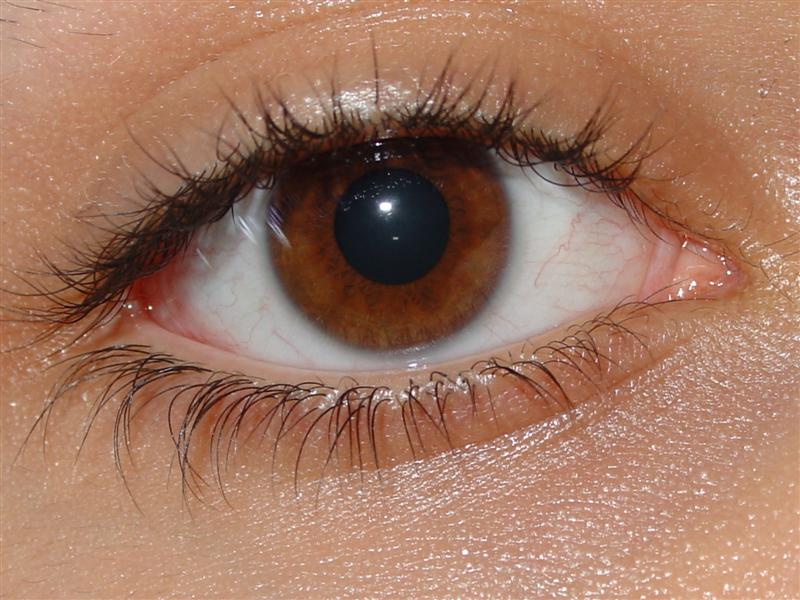
El ojo humano es el primer elemento del sistema sensorial: en este caso, la visión, para el sistema visual.

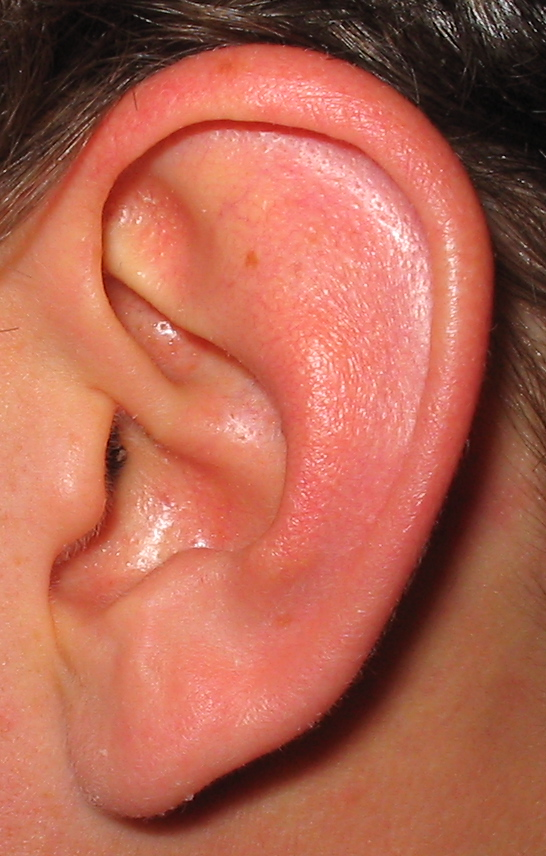
La audición del oído

El sistema sensorial es parte del sistema nervioso, responsable de procesar la información sensorial. El sistema sensorial está formado por receptores sensoriales y partes del cerebro involucradas en la recepción sensorial. Los principales Sistemas Sensoriales son: la vista, el oído, el tacto, el gusto y el olfato. 
Desde tiempo de Aristóteles se ha considerado que estos eran los cinco sentidos de los humanos, pero actualmente se sabe que la especie humana también dispone de otros sentidos que, entre otros, contribuyen a mantener el equilibrio o transmiten información sobre el interior del propio cuerpo. Otros sentidos que están actualmente bien aceptados en la mayoría de los mamíferos incluyendo los seres humanos, incluyen la percepción del daño, equilibriocepción, propiocepción, y termorrecepción.  Además, se ha demostrado que algunos animales no humanos poseen otros sentidos alternativos o suplementarios, como por ejemplo la magnetorrecepción y la electrorrecepción.
El campo receptivo es la parte específica del mundo a la que un órgano y unas determinadas células del receptor responden. Por ejemplo, el campo receptivo de un ojo es la parte del mundo que este puede ver.

## Estímulos
Cada estímulo tiene cuatro aspectos: tipo (modalidad), intensidad, localización, y duración. Ciertos receptores son sensibles a ciertos tipos de estímulos (por ejemplo, diversos mecanorreceptores responden lo mejor posible a diversas clases de estímulos al tacto). Los receptores envían impulsos siguiendo ciertos patrones para enviar la información sobre la intensidad de un estímulo (por ejemplo, un sonido ruidoso). La localización del receptor será lo que dará la información al cerebro sobre la localización del estímulo (por ejemplo, estimular un mecanorreceptor en un dedo enviará la información al cerebro sobre ese dedo). La duración del estímulo (cuánto tiempo dura) es transportada hasta los receptores.

## Sistema nervioso sensorial

### Célula receptora
Una célula receptora sensitiva está especializada para transformar la energía del estímulo en una señal nerviosa.
Podría ser una neurona u otra célula que excita a una neurona sensitiva por medio de una comunicación sináptica. Estas células están especializadas para detectar una única clase de estímulo.
Un estímulo es una forma de energía proveniente del exterior capaz de despertar una respuesta sensitiva. Este tipo de energía puede ser de diversos tipos, ya sea química (quimiorreceptores), mecánica (mecanorreceptores) o electromagnética (fotorreceptores).
Las células receptoras sensitivas forman, en organismos multicelulares, distintos tejidos que se organizan en órganos sensitivos.
Las células receptoras pueden dividirse en dos grandes grupos: los interorreceptores y los exterorreceptores. Los primeros responden a estímulos en el interior del organismo y los segundos responden a estímulos externos y ajenos. Existen además los llamados propioceptores, que detectan la postura y la posición del cuerpo.

### Órganos sensitivos
Son estructuras especializadas para la recepción de un tipo de energía específica. Contienen receptores similares y tejido no nervioso.
Se dice que los órganos de los sentidos poseen “modalidad sensitiva” y “cualidad sensitiva”. La modalidad hace referencia a los distintos estímulos que somos capaces de detectar (luz, sonido, olor, gusto, etc.) y la cualidad a, dentro de una estimulación, diferenciar patrones (luz: distintos colores; olor: distintos olores, etc.).

### Información sensitiva
La información sensitiva, viaja en forma de potenciales de acción de igual amplitud pero de frecuencia variable y solo son discriminadas en el cerebro. El cerebro no determina el tipo de estímulo porque todos llegan como potenciales de acción, sino a través de donde llegó el potencial. Cualquier actividad que llegue de los fotorreceptores se decodificará en el centro de la visión como luz; si, por algún motivo, llegase al centro del oído, se interpretaría como sonido.
Para evitar “malas interpretaciones”, los órganos sensitivos están equipados con sistemas que aíslan a sus receptores del contacto con otro tipo de energía estimulante.

### Conversión de energía en una señal eléctrica
Consta de cinco pasos:
1. Absorción: Debe absorberse la energía estimulante.
2. Transducción: La energía debe convertirse en un evento eléctrico.
3. Amplificación: Un estímulo muy débil puede desencadenar una potencial de acción intenso.
4. Integración y diseminación: El potencial debe propagarse hacia el sitio donde se inicia el impulso. Los potenciales del receptor iniciados en distintos sitios de la célula receptora pueden sumarse y generar un mayor impulso
5. Codificación y transmisión: Los receptores convierten el estímulo en una serie de potenciales de acción que aportan información sobre la intensidad y propiedades temporales del estímulo .

### Potencial de los receptores
Se produce ante la despolarización graduada de un receptor en respuesta a un estímulo. Se propaga en forma pasiva desde las dendritas, pasando por el soma, hasta el segmento inicial del axón. En este último sitio desencadena, por generar una despolarización capaz de alcanzar el umbral, la apertura de canales de sodio dependientes de voltaje que generarán un potencial de acción.

## Órganos sensoriales según el estímulo que detectan

### Luz
Las ondas electromagnéticas detectables con los ojos son denominadas luz. Algunos animales son capaces de detectar la luz ultravioleta, que tiene una longitud de onda más corta. Algunos animales pueden detectar el infrarrojo como "luz" mediante ojos u otros órganos especiales.
- Luz ultravioleta: muchos insectos, algunos reptiles y pájaros, peces de las profundidades (ojos)
- Luz visible: longitudes de onda desde 380 nm (violado) hasta 760 nm (rojo) → sentido de la vista
- Luz infrarroja: algunos peces de agua dulce pueden detectarla con los ojos.

Estímulos: fuentes lumínicas. Estructuras receptoras: retina con bastones y conos.

### Sonidos
- Ultrasonidos: longitud de onda de 20 ~kHz (17,5 mm) – 200 kHz (1,7 mm) → Las oídos de ciertos animales como los murciélagos y los delfines
- Sonidos audibles: 16–20000 Hz → el oído (sentido del oído) de los humanos
- Infrasonidos: 16–0 Hz → los oídos de determinados animales como los elefantes y los búhos, y una baja transmisión al tacto
- Oscilaciones → receptores táctiles de la piel (tacto), o pelos táctiles y receptores de vibraciones en los insectos y las arañas

### Temperatura
- Rayos infrarrojos/calor: longitud de onda de 750 nm-0,01 mm → receptores del calor y el frío en la piel (termorrecepción); en las serpientes, las fosetas nasales[4][5][6]

### Presión y movimiento
- Presión → Receptores táctiles de la piel (tacto)
- Contacto → Receptores táctiles de la piel (tacto)
- Presión y movimiento del agua → línea lateral de los peces[7]
- Movimiento → Aparato vestibular del oído interno (sentido del equilibrio)
- Posición de las partes del cuerpo → Receptores de los músculos y articulaciones (órgano tendinoso de Golgi, Huso neuromuscular) y el órgano cordotonal en los insectos.

## Sistema visual

Esquema simple de una sección del ojo

La visión es un sentido que consiste en la habilidad de detectar la luz y de interpretarla (ver). La visión es propia de los animales teniendo estos un sistema dedicado a ella denominado sistema visual. La visión artificial extiende la visión a las máquinas.
El sentido de la vista permite que el cerebro perciba las formas, los colores y el movimiento, esta es la manera en que vemos el mundo.
La primera parte del sistema visual se encarga de formar la imagen óptica del estímulo visual a la retina (sistema óptico). Esta es la función que cumplen la córnea y lo cristalino del ojo.
Las células de la retina forman el sistema sensorial del ojo. Las primeras a intervenir son los fotorreceptores, que capturan la luz que incide sobre ellos. Sus dos tipos son los conos y los bastones. Otras células de la retina se encargan de transformar esta luz en impulsos electroquímicos y al transportar hasta el nervio óptico. Desde allá, se proyectan en importantes regiones como el núcleo geniculado lateral y el corteza visual de cerebro.
Al cerebro empieza el proceso de reconstruir las distancias, colores, movimientos y formas de los objetos que nos rodean.
El ojo es el órgano encargado de la recepción de los estímulos visuales, cuenta con una arquitectura exquisita y altamente especializada producto de millones de años de evolución en los animales.
El globo ocular tiene tres envoltorios, que del exterior al interior son:
1. Capa fibrosa externa: compuesta de dos regiones: esclerótica y córnea
2. Capa vascular mediana (úvea): está conformada por tres regiones, la coroide, el cuerpo ciliar y el iris.
3. Retina o capa neural: se compone de 10 capas, que desde el exterior en el interior del globo se denominan: epitelio pigmentado, capa de conos y bastones (receptora), membrana limitante externa, capa nuclear externa, capa plexiforme externa, capa nuclear interna, capa plexiforme interna, capa de células ganglionares, capa de fibras del nervio óptico, y membrana limitante interna.

Además de estas capas, el ojo tiene cavidades:
- Cavidad vítrea, que contiene la humor vítreo, y se encuentra detrás del cristalino, conformando el núcleo transparente, gelatinoso del globo ocular.

- Cámara posterior; situada ante el cristalino, y posterior al iris, contiene humor acuoso.

- Cámara anterior, ubicada entre la córnea (hacia delante) y el iris y cristalino (atrás) también contiene humor acuoso.

El nervio óptico se forma por la reunión de los axones de las células ganglionares. El nervio óptico sale cerca de la parte posterior del globo ocular y se dirige hacia atrás y medialmente, para unirse en una estructura llamada quiasma óptico, donde las fibras provenientes de las hemirretinas externas se mantienen en las cintillas ópticas correspondientes a su misma banda, mientras que las fibras de las hemirretinas nasales, creen a la cintillas ópticas del lado opuesto.
Después las cintillas ópticas se dirigen a los cuerpos geniculados mediales (localizados a la cara posterior del tálamo), y se reúnen nuevamente en el anverso geniculo calcarino, que se dirige hacia el lóbulo occipital de la corteza cerebral, para distribuirse en la región que rodea al surco calcarino, correspondiendo a las áreas de Brodmann 17, 18 y 19, área visual primaria y asociativas, respectivamente.
En su recorrido estas fibras tienen pequeñas ramas, hacia el núcleo supraquiasmático del hipotálamo.

## Sistema auditivo

Anatomía del oído humano:
1: Oído externo: 2: Pabellón auricular, 3: Conducto auditivo externo, 4: Tímpano.
5: Oído medio: 4: Tímpano, 6: huesecillos: 7: Martillo, 8: Yunque, 9: Estribo. 10: Caja del tímpano.
13: Oído interno:
14: Laberinto: 16: Vestíbulo: 17: Ventana oval, 18: Ventana redonda. 19: Cóclea.
20: Nervio vestibular, 21: Nervio coclear, 22: Conducto auditivo interno.
Otros: 11: Hueso temporal, 12: Trompa de Eustaquio, 23: Nervio auditivo.

El sistema auditivo es el conjunto de órganos que hacen posible el sentido del oído en un ser vivo, es decir, lo facultan para ser sensible a los sonidos.
El proceso de la audición implica que se conjugan dos tipos de procesos:
- fisiológicos: Se capta el sonido y se envía al cerebro. Los órganos que participan en esta parte del proceso conforman el sistema auditivo periférico.
- psicológicos: Interpretan estos sonidos, los reconocen y los dotan de significado. Los órganos que permiten esta percepción del sonido conforman el llamado sistema auditivo central.

### Sistema auditivo periférico
El sistema auditivo periférico es el responsable de los procesos fisiológicos de la audición. Estos procesos son los que permiten captar el sonido y transformarlo en impulsos eléctricos susceptibles de ser enviados al cerebro a través de los nervios auditivos.
El sistema auditivo periférico lo constituye el oído.
La oreja humana se divide en tres partes:
1. Oído externo, que canaliza la energía acústica.
2. Oído medio, que transforma la energía acústica en energía mecánica, transmitiendo - y amplificando hasta el oído interno.
3. Oído interno, donde se realiza la definitiva transformación de la energía mecánica en impulsos eléctricos.

### Sistema auditivo central
El sistema auditivo central está formado por:
1. Las 30.000 neuronas que conforman los nervios auditivos y se encargan de transmitir los impulsos eléctricos al cerebro para su procesamiento.
2. Los sectores de nuestro cerebro dedicados a la audición.

A través de los nervios acústicos, el cerebro recibe patrones que contienen la información característica de cada sonido y los compara con otros almacenados a la memoria (la experiencia pasada) para poder identificarlos.
Aunque la información recibida no se corresponda con la información que la memoria tiene almacenada, el cerebro intentará igualmente adaptarla a algún patrón que le sea conocido, a quien considere que más se le parece.
Si es imposible encontrar algún patrón que se asemeje a la información recibida, el cerebro tiene dos opciones: lo rechaza o lo almacena. Si lo almacena, lo convierte en un nuevo patrón susceptible de ser comparado.
El cerebro procesa la información en función de tres grados
1. En un primer nivel, el cerebro identifica el lugar de procedencia del sonido (su localización), para lo cual tiene en cuenta la escucha binaural humana, es decir, el hecho que el hombre recibe dos señales simultáneas y diferentes de un mismo sonido.
2. En un segundo nivel, el cerebro identifica el sonido propiamente dicho, es decir, sus características tímbricas.
3. En un tercer nivel, se determinarían las propiedades temporales de los sonidos. Su relevancia en función de los sonidos que lo suceden o antecedentes (efecto  Haas, enmascaramiento sonoro y otros procesos psicoacústicos que afectan la forma en que es percibido el sonido.

## Sistema somatosensorial
El Sistema somatosensorial o mecanoperceptivo es aquel que permite a los organismos percibir características de los objetos y medios del entorno como la presión, temperatura, aspereza o suavidad, dureza, etc.
El sentido del tacto se encuentra principalmente en la piel, órgano en el cual se encuentran diferentes clases de receptores nerviosos que se encargan de transformar los diferentes tipos de estímulos del exterior en información susceptible de ser interpretada por el cerebro.
La sensibilidad táctil se divide en dos tipos, los cuales, para llegar al encéfalo, siguen vías sensitivas diferentes:
- Sensibilidad protopática: es la sensibilidad más primitiva y difusa, poco o nada diferenciada, que responde a todos los excitantes cutáneos dolorosos, al calor y al frío extremos y al tacto grosero, el sujeto no puede localizar con exactitud lo  que provoca el estímulo, ni discriminar. Esta sensibilidad es la primera que reaparece cuando un nervio sufre una lesión. La segunda neurona se cruza a la altura de la médula.
- Sensibilidad epicrítica: es la que asegura una discriminación más fina, localizada y exacta, permita apreciar el estímulo de poca intensidad, normalmente ejerce influencia inhibitoria sobre el sistema protopático, siente esta más reciente. (Responsable de la capacidad de reconocer formas y medidas). En cambio a la otra, la segunda neurona se cruza a la altura del bulbo raquídeo.

La sensibilidad termoalgésica (temperatura y dolor) se transmite al encéfalo por una vía diferente.

## Sistema gustativo

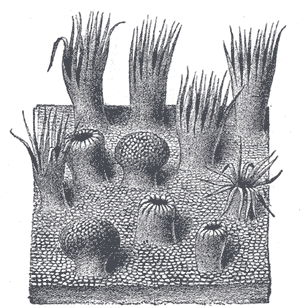
Imagen donde se pueden observar varias papilas gustativas.

La función del gusto es permitir la selección de alimentos y distinguir entre alimentos comestibles y sustancias venenosas. Por lo tanto, la fisiología del gusto es la parte de la fisiología que se encarga del estudio e investigación de los mecanismos mediante los cuales se recibe y percibe el gusto de los alimentos y elementos que nos llevamos a la boca, parte del cuerpo donde se ubican sus receptores. Hay que hacer una distinción entre sabor y gusto, puesto que no son la misma cosa. Sabor integra todo la información sensitiva recibida en la boca: olor, gusto, textura, temperatura ... El gusto, en cambio, nos da información sobre la identidad de los elementos, su concentración y efectividad (grato o desagrado).
Una creencia errónea y tradicional en cuanto a la percepción gustativa es que solo hay cuatro tipos de sabores, los receptores se encuentran repartidos de forma parcelada y exclusiva en determinadas regiones de la lengua. No hay solo cuatro sabores básicos (dulce, salado, ácido y amargo) como generalmente se piensa. Hay otros sabores menos comunes, pero que nunca pueden surgir de la combinación de estos cuatro, como el umami o el "gusto metálico". Además, en toda la lengua hay receptores que responden a todos los gustos, aunque el umbral de activación de estos receptores (es decir, la cantidad de sabor "necesaria porque estos se activen y detecten el gusto") varía en cada región. También hay receptores gustativos en el paladar, la faringe y la parte superior de la esófago, no solo en la lengua.
A grandes rasgos, podemos decir que la información sobre el gusto es recogida en la lengua, órgano especializado en su recepción, concretamente en sus receptores nerviosos especializados para esta tarea, que son las papilas gustativas. Estas transforman el estímulo sensorial (el "gusto") en un impulso eléctrico, llamado potencial de acción, que es transmitido a las neuronas conectadas a estos receptores y lo llevan hasta el cerebro por su vía nerviosa específica. En el cerebro recibe y procesa esta información, haciéndose consciente.

## Sistema olfativo

Sistema olfativo. 1: Bulbo olfativo 2: células mitrales 3: Hueso 4: Epitelio nasal 5: glomérulos 6: Células receptoras olfativas

El sistema olfativo o aparato del olfato es el sistema sensorial utilizado para detectar las olores. Este sistema es a menudo considerado, junto con el sistema gustativo, como los dos sentidos químico-sensoriales, puesto que ambos convierten las señales químicas en percepción.
El sistema olfativo tiene varios propósitos:
- Crea una representación del olor.
- Determinar la concentración del olor.
- Distinguir un nuevo olor de entre los olores ambientales en segundo plan.
- Identificar los olores en diferentes concentraciones.
- Relacionar el olor con el recuerdo del que representa.

Para llevar a cabo estas funciones, el sistema utiliza muchas zonas cerebrales. Las representaciones olorosas pueden estar codificadas en un espacio (un patrón de neuronas activadas en cierta región cerebral correspondiente al olor), un tiempo (un patrón de impulsos nerviosos llevados a cabo por múltiples neuronas corresponden al olor) o la combinación de los dos. Los científicos debaten si el código odorífero es principalmente temporal o espacial.
La parte externa del sistema olfativo, la nariz, tiene una forma triangular piramidal, en la parte superior a nivel de las cejas está el pliegue nasopalpebral, más abajo el pliegue nasal, las narinas, y el pliegue nasolabial, más arriba del orificio bucal. En su parte interna está el tabique nasal. Su composición es más bien una mucosa oseocartilaginosa.
El sistema olfativo en el ser humano está formado por: nariz, fosas nasales, mucosa nasal o pituitaria y cavidades anejas. Además lo componen varias zonas cerebrales. Algunas de las estructuras implicadas en él son:
- Fuera del cerebro: El epitelio olfativo (en la cavidad nasal), el órgano de Jacobson, el nervio olfativo.
- En el cerebro: Bulbo olfativo, paleocorteza, amígdala del hipocampo, córtex entorinal.

## Sistema vestibular

Esquema del laberinto membranoso, con dos secciones: un conducto semicircular y parte de la cóclea:
1: Perilinfa, 2: Endolinfa.
Sistema vestibular:
3: Conductos semicirculares: 4: Posterior, 5: Horizontal, 6: Superior, 7: Ampolla del conducto semicircular.
8: Vestíbulo: 9: Órganos con otolitos, 10: Utrículo, 11: Sáculo, 12: Máculas: Mácula del utrículo y Mácula del sáculo. 13: Conducto endolinfático.
Otros: 17: Cóclea. 22: Oído medio. En verde: Nervios (del sistema vestibular salen las ramas del vestibular). En amarillo: Hueso temporal.

El sistema vestibular, que es el que contribuye a nuestro equilibrio y nuestro sentido de la orientación espacial, es el sistema sensorial que proporciona la entrada dominante sobre el movimiento y el equilibrio. El sentido del equilibrio permite a humanos y animales por ejemplo andar sin caer. Algunos animales son mucho mejores en la percepción del equilibro que los humanos, por ejemplo, los gatos, que pueden andar sobre una valla finísima con su oído interno y  su cola para equilibrar.
Todas las formas de equilibriocepción se pueden definir como detección de la aceleración. El equilibrio se determina mediante el nivel de un fluido llamado endolinfa en el laberinto, que es un complejo conjunto de tubos dentro del oído interno.
Al interrumpir o alterarse el sentido del equilibrio se producen mareos, desorientación y náuseas. El equilibrio se puede ver afectado por la enfermedad de Ménière, una infección del oído interno que puede ser producida por un resfriado severo, una infección del pecho, u otras diversas condiciones médicas. También puede ser afectado temporalmente por movimientos rápidos y vigorosos, por ejemplo, después de dar vueltas en una atracción de feria o por un golpe súbito.
La mayoría de los astronautas sienten que su sentido del equilibrio se encuentra afectado estando en órbita, puesto que se encuentran en caída libre constante. Esto causa una forma de mareo específica denominada mareo espacial.
La equilibriocepción de animales invertebrados es completamente diferente, y reside en otro órgano llamado estatocisto, que detecta la posición de pequeñas rocas calcáreas para determinar donde es "arriba".
Los estatocistos son los órganos del equilibrio de los invertebrados. Son de forma redonda, con un epitelio de células ciliadas, líquido y estatolitos en su interior. Estos últimos son estructuras calcáreas que, al moverse por el efecto de la presión ocasionada por la gravedad y el movimiento propio del animal, se ponen sobre el epitelio ciliado, el cual mediante conexiones nerviosas, envía la información al centro elaborador de la posición en la cual se encuentre.
Su equivalente en vertebrados corresponde a los otolitos, situados en el oído medio, de forma que en ellos se habla de un sistema estato-acústico.

## Sinestesia

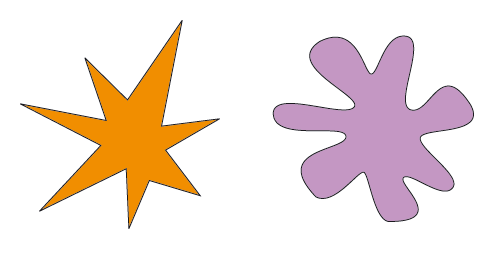
Esta imagen se usa en tests para demostrar que el ser humano no asigna los sonidos a los objetos arbitrariamente. El test consiste en lo siguiente: imagine que una tribu remota denomina una de estas dos formas Booba y la otra Kiki. Trate de adivinar que es qué y clique en la imagen para valorar su respuesta.

Asociación de Scriabin entre notas musicales y colores.

La sinestesia, en neurología, es la mezcla de impresiones de sentidos diferentes. Un sinestético puede, por ejemplo, oír colores, ver sonidos, y percibir sensaciones gustoativas al tocar un objeto con una textura determinada. La sinestesia es un efecto común de algunas drogas psicodélicas, como el LSD, la mescalina o algunos hongos tropicales.
Los sinestèticos perciben con frecuencia correspondencias entre tonos de color, tonos de sonidos e intensidades de los sabores de forma involuntaria. Por ejemplo, un sinestético puede ver un rojo con más intensidad cuando un sonido se vuelve más agudo, o al tocar una superficie más suave le puede hacer sentir un sabor más dulce. Estas experiencias no son metafóricas o meras asociaciones, sino percepciones, y la depresión tiende a aumentar su fuerza.
La sinestesia puede ocurrir incluso cuando uno de los sentidos está corrompido. Por ejemplo, una persona que puede ver colores cuando ve palabras puede seguir percibiendo estos colores aunque pierda la visión durante su vida. Este fenómeno recibe también el nombre de "colores marcianos", término que se originó después de un caso de un sinestético que nació parcialmente daltónico pero decía ver colores 'alienígenas', que era incapaz de ver en el sentido habitual del término y que en realidad percibía debido a su sinestesia.
La primera descripción de este fenómeno la realizó el Doctor Georg Tobias Ludwig Sachs en 1812. Y se da con más frecuencia entre los autistas. Algunos tipos de epilepsia provocan también percepción sinestésica.
La sinestesia no es un fenómeno frecuente. Anteriormente se suponía que la sinestesia era muy rara, pero hoy en día algunos científicos han sugerido que es 88 veces más común de lo que se suponía; es posible que el fenómeno pase en una de cada 23 personas. Una causa de la diferencia en estas estadísticas es que los sinestésicos no suelen reconocer que la mayoría de la gente no tiene esta capacidad. El tipo de sinestesia en el cual las personas ven colores cuando escuchan o leen letras y números es lo más frecuente, hasta un 1% de personas. Otras personas saborean sonidos y colores, entre otros.
Nuevas investigaciones muestran que la sinestesia pasa mucho más frecuentemente de lo que se pensaba. Es difícil describir las capacidades de los sinestéticos porque hay muchas clases. Algunos sinestéticos son extraordinarios y poseen una profunda sensibilidad musical, puesto que pueden distinguir e identificar sonidos que, a nivel consciente, no son fácilmente percibidos por otros humanos "normales" lo cual muchas personas suelen relacionar con el "oído absoluto".
Algunos sinestéticos se deleitan escuchando ópera, visualizando muchos colores y sabores. La creatividad es otra característica de estas personas.
Actualmente se realizan investigaciones con personas en gran parte del mundo y se ha descubierto que también tienen excelente memoria y poder de recordar hechos, aunque las capacidades extraordinarias no son una condición común a todos los sinestéticos.

### Enfermedades relacionadas
- Ambliopía
- Daltonismo
- Sordera